# Роговик Біберштайна
Роговик Біберштайна, роговик Біберштейна (Cerastium biebersteinii) — вид рослин з родини гвоздикових (Caryophyllaceae), ендемік Криму, Україна.

## Опис
Багаторічна рослина, запушений напівкущик 10–30 см заввишки. Квіти білі. Пелюстки в 2–3 рази довші від чашечки. Коробочки 12–15 мм довжиною. Квітучі стебла ≈ 40 см. Листки лінійні, сидячі, 2–5 × 0.2–0.5 см, сіро-білі. Суцвіття — розлогий напівкошик з 8–11 квітів 2.5 см в діаметрі Насіння овальне чи ниркоподібне, сплюснене, 1.2–1.4 × 0.9–1.1 мм; поверхня не яскрава, темно-коричнева. 2n=36, 38, 72
Цвіте у травні — липні. Плодоносить у липні — серпні.

## Поширення
Ендемік Криму, Україна; культивується й натуралізований в деяких інших країнах.
В Україні вид зростає на схилах, у кам'янистих місцях — у гірському Криму, зазвичай.

## Використання
Використовується як декоративна рослина в садах, парках, на кладовищах, натуралізується.

## Загрози й охорона
Загрозами є штучне залісення яйл, збирання та викопування рослин на продаж.
Занесений до Червоної книги Україні в статусі «Неоцінений». Охороняється в Кримському, Ялтинському гірсько-лісовому та Карадазькому ПЗ.